# Girls Under Glass
Girls Under Glass (GUG) est un groupe musical allemand, originaire de Hambourg. Il est formé en 1986 par Thomas Lücke, Hauke Harms et Volker « Zaphor » Zacharias. Axel Ermes rejoint le groupe en 1989, et Lücke le quitte l'année suivante, mais le rejoint en 2016 ; Harms se retire en 2017.

## Histoire
Hauke Harms, Thomas Lücke, Torsten Hammann et Roland Weers forment le groupe wave-gothique Calling Dead Red Roses à Hambourg en 1985, sortent l'album 1985 (en LP et CD) sur Dark Star Records, puis se séparent avant la fin de l'année. L'album a été réédité sur le même label en 1991.
Girls Under Glass est formé au printemps 1986 à Hambourg par Thomas Lücke (chant), Hauke Harms (électronique et claviers) et Volker Zacharias alias Zaphor (guitare). Ils donnent leur premier concert, dans la discothèque hambourgeoise Kir, en mai de la même année, et auto-produit une cassette démo, The Question - The Answer - Pop, qui comprend les premières versions brutes des chansons qu'ils réenregistreraient plus tard, notamment Humus et Armies Walking.
L'année suivante, Girls Under Glass sort le titre Tomorrow Evening (enregistré en mars 1987 lors d'une session live au White Noise Studio à Hambourg) sur la compilation Gore Night Show ; c'est leur première sortie en vinyle. À la même époque, ils commencent à enregistrer leur premier véritable album, Humus, produit par Christian Mevs du groupe Slime, avec un bassiste crédité sous le nom de Dr Fluch. Aucun label n'étant prêt à produire l'album, les membres du groupe décident de le financer eux-mêmes. Humus est achevé en 1987 et sort en édition limitée à 500 exemplaires sur le label Supersonic Records en mars 1988. L'album est épuisé et, deux mois plus tard, il est réédité deux fois (il est depuis réédité par Überschall, Dark Star et Membran). S'ensuivent des concerts avec The Neon Judgement, Attrition et Fields of the Nephilim. GUG fait la première partie de Red Lorry Yellow Lorry en septembre 1988 lors de l'Independent Festival au Schlachthof de Brême. Le groupe sort une deuxième cassette auto-produite, Girls Under Glass, la même année, une collection de démos enregistrées au Gas-Rec Studio en février 1988 (y compris une reprise de Body Electric de Sisters of Mercy) plus deux morceaux live ; du point de vue du contenu, c'est leur sortie la plus rare (leur cassette démo originale est rééditée sous forme de CD remasterisé). En 1989, ils commencent à se faire connaître sur la scène wave-gothique allemande.
En 2016, 30 ans après la fondation du groupe, Girls Under Glass inclut tous les membres de son line-up original pour la première fois depuis plus de deux décennies. Cela semble avoir commencé spontanément lors d'un concert le 7 mai 2016 à la Markthalle à Hambourg, lorsque le cofondateur original Tom Lücke, dans le public, a été invité sur scène - 26 ans après que le chanteur quitte le groupe - pour chanter un bloc de chansons de l'ère Humus à l'ère Flowers. Cette équipe reformée sort un remaster en vinyle de leur démo originale, pour les fans de longue date, et a donné d'autres concerts prévus en 2016 et 2017, notamment au WGT 2016 et au NCN Festival 2017, avec le line-up composé de Volker Zaphor Zacharias, Ermes, Harms, et Lücke, plus le compagnon de longue date du groupe, Lars Baumgardt, à la guitare électrique.

## Style musical
Décrit comme « un élément indispensable de la scène gothique et wave allemande », GUG commence comme un groupe de rock gothique, mais franchit rapidement les frontières des genres, incorporant du metal et de la musique électronique de divers types. Ils sont généralement classés comme un groupe de dark wave, mais parcourent tout le spectre de la « musique sombre » gothique-industrielle, y compris le metal industriel, et leur travail intègre des éléments de pop, de techno et de trip hop. Grenzwellen-News écrit à propos du groupe : « Même après 20 ans, il est presque impossible de définir et de cerner le style de Girls Under Glass ». Une critique de 2001 conclut que « même dans ses phases les plus expérimentales, le groupe n'a jamais perdu son identité ».
Les paroles du groupe sont parfois en allemand, parfois en anglais, ou un mélange des deux sur certains morceaux. Trauma, un projet parallèle de Zaphor et Harms, est principalement de la trance avec des influences new age, et Traum-B (Harms et Ermes) a produit de la trance Goa et de la psy-trance. GUG se forme en remplacement d'un groupe de wave-gothique, Calling Dead Red Roses, qui se forme en 1985, produit un album, puis se sépare.

## Discographie
- 1986 : The Question – The Answer – Pop (démo, cassette)
- 1988 : Humus (LP, CD)
- 1989 : Ten Million Dollars (single)
- 1990 : Flowers (LP, CD)
- 1990 : Random (single)
- 1991 : Positive (LP, CD)
- 1991 : Never Go (7″ single)
- 1991 : Live at Soundgarden (album live, LP, CD)
- 1992 : Darius (LP, CD)
- 1993 : Christus (LP, CD)
- 1994 : Down in the Park (EP; CD)
- 1995 : Exitus: 1986–1995 (anthologie, 2-CD)
- 1995 : Die Zeit (CD single)
- 1995 : Crystals and Stones (CD)
- 1997 : Firewalker (CD)
- 1999 : Nightmares (anthologie, CD)
- 1999 : Equilibrium (CD)
- 2001 : Minddiver (CD)
- 2001 : Frozen (CD single promotionnel)
- 2002 : Erinnerung (CD single)
- 2003 : ...in Light and Darkness (live; 2-CD)
- 2004 : Ohne Dich (feat. Peter Spilles) (CD single)
- 2005 : Zyklus (CD)
- 2005 : Touch Me (CD single)
- 2006 : Focus: 20 Years (DVD et live)
- 2006 : Traumatized (GUG/Trauma ; anthologie remasterisé)
- 2014 : Frozen (GUG/Trauma, anthologie ; EP numérique)
- 2016 : The Question – The Answer – Pop (réédité, LP)
- 2018 : Endless Nights (single numérique)
- 2023 : Backdraft (album numérique)

### Sous Trauma
- 1993 : Fractal I (CD)
- 1994 : Construct (CD)
- 1994 : Silent Mission (EP, CD)
- 1998 : Phase III (LP, CD)
- 2006 : Girls Under Glass, Traumatized (anthologie ; album numérique)
- 2014 : Girls Under Glass, Frozen (anthologie ; EP numérique)
- 2018 : Digital Anthology (album remasterisé ; numérique)

### Sous Traum-B
- 1999 : Traum-B (CD)

### Sous Calling Dead Red Roses
- 1985 : 1985 (LP, CD)